# Simulium torresianum
Simulium torresianum es una especie de insecto del género Simulium, familia Simuliidae, orden Diptera.

## Distribución
Se distribuye por Australia.

## Taxonomía
Fue descrita científicamente por Mackerras & Mackerras, 1955. Fue publicada en Notes on Australasian Simuliidae (Diptera). IV. Proceedings of the Linnean Society of New South Wales.